# Lutz Dittberner
Lutz Dittberner (* 14. August 1899 in Dortmund; † 22. Januar 1981 ebenda) war ein deutscher Maler.

## Leben und Werk
Dittberner wurde als Sohn eines Industriearbeiters der Phoenix AG geboren. Nach der Schulzeit nahm er eine Arbeit in einem Industriebetrieb auf, meldete sich dann mit 17 Jahren als Kriegsfreiwilliger zum Ersten Weltkrieg.
Er kehrte noch vor Kriegsende mit einem Nervenleiden nach Dortmund zurück, fand zunächst keine Arbeit und nahm unter Druck des Vaters eine Beschäftigung als Zechenarbeiter auf. In den 1920er Jahren belegte er Fernkurse an der Mal- und Zeichenschule in Berlin-Dahlem. Im Jahre 1927 folgte eine erste Ausstellung in Dortmund-Hörde, 1926 gab er seine Stellung auf und widmete sich ganz der Kunst. Er wurde 1932 Vorsitzender der neu gegründeten Künstlergruppe Junge Front. Zu diesem Zeitpunkt hatte er bereits eigene Ausstellungen und sich auf Studienfahrten im Ausland fortgebildet.
In der Zeit des Nationalsozialismus war Dittberner obligatorisch Mitglied der Reichskammer der bildenden Künste, und er nahm an Ausstellungen teil. Er  widersetzte sich der Gleichschaltung der Jungen Front und der Umbenennung in Gruppe Hellweg. Kurz vor Beginn des Zweiten Weltkriegs wurde er erneut zum Militär eingezogen. Nach einer schweren Erkrankung dort wurde er als Unteroffizier nach Warschau versetzt. Dort und in Frankreich erlebte er den Krieg als „malender Soldat“. Er kehrte unversehrt aus Krieg und Kriegsgefangenschaft zurück. Die Kriegsgeschehnisse machten ihn zum Kriegsdienstgegner und motivierten seine spätere Mitgliedschaft in der Friedensbewegung und in der Humanistischen Union.
1950 eröffnet er in seinem Haus die „Tube“, die erste Künstlerkneipe in der Umgebung. 1956 engagierte er sich als Mitbegründer des Dortmunder Künstlerbundes (DKB), aus dem er aber schon 1958 wegen grundsätzlicher fachlicher Meinungsverschiedenheiten wieder austrat.
Lutz Dittberner lebte ab 1976 in einem Altenheim im Dortmunder Stadtteil Sölde und starb im Hörder Josephshospital.

## Ausstellungen (unvollständig)
- 1936, 1937, 1938 und 1940: Dortmund, Haus der Kunst („Große Westfälische Kunstausstellung“)
- 1939: Soest, Rathaus („Künstler sehen eine Stadt. Das Gesicht der Stadt Soest und ihrer Landschaft im Spiegel der Kunst“)

- 1999: Dortmund, Museum Ostwall (Lutz Dittberner, zum hundertsten Geburtstag des Künstlers)
- 2010: Dortmund, Augustinum (Lutz Dittberner (1899–1981) – Ein Dortmunder Maler)